# Bacalla de Luna
Bacalla o Bacalha de Luna (? - 1115?/1120?) va ser un cavaller aragonès d'origen navarrès, conqueridor de la vila de Luna d'on prengué el cognom i fou primer del llinatge dels Luna. 1r Senyor de Luna. Segons diu la Crònica de Sant Joan de la Penya, va lluitar en la batalla d'Alcoraz comandant el cos d'exèrcit del centre.
Era fill de Lope Ferrench i de Ximena Martínez, fille de Martín Gómez. Es casà amb Sanxa. Fills:
- Lope Ferrench de Luna, cap del llinatge dels Ferrench de Luna. 2n Senyor de Luna.
- Gómez I de Luna, va lluitar en la batalla d'Alcoraz.
- Íñigo Ferrench de Luna col·laborador de Alfons I d´Aragó